# Pusté Skaliny
Pusté Skaliny je samota, část obce Benešov nad Černou v okrese Český Krumlov v Jihočeském kraji. Nachází se v přírodním parku Soběnovská vrchovina, asi pět kilometrů severozápadně od Benešova nad Černou. Pusté Skaliny leží v katastrálním území Děkanské Skaliny o výměře 3,63 km².

## Historie
První písemná zmínka o vesnici pochází z roku 1358.

## Obyvatelstvo
| Rok            | 1869 | 1880 | 1890 | 1900 | 1910 | 1921 | 1930 | 1950 | 1961 | 1970 | 1980 | 1991 | 2001 | 2011 | 2021 |
| -------------- | ---- | ---- | ---- | ---- | ---- | ---- | ---- | ---- | ---- | ---- | ---- | ---- | ---- | ---- | ---- |
| Počet obyvatel | 76   | 74   | 55   | 61   | 49   | 62   | 55   | 24   | 0    | 0    | 0    | 0    | 0    | 0    | 2    |
| Počet domů     | 10   | 10   | 10   | 12   | 12   | 12   | 13   | 9    | 0    | 0    | 0    | 0    | 0    | 14   | 12   |

## Obecní správa
Při sčítání lidu v letech 1869–1921 Pusté Skaliny byly osadou obce Dluhoště v okrese Kaplice. V letech 1930–1950 byly osadou obce Děkanské Skaliny v okrese Kaplice. V následujícím období byla osada úředně zrušena a jako část obce Benešov nad Černou byla obnovena 1. ledna 2003 v okrese Český Krumlov.